# Corporación Universitaria del Caribe
La Corporación Universitaria del Caribe (Corporation universitaire des Caraïbes) (CECAR) est une institution universitaire colombienne dont le siège principal est situé à Sincelejo. Elle est soumise à une inspection et à une surveillance en vertu des lois 30 de 1992 et 1740 de 2014 du Ministère de l'Éducation nationale de Colombie. Elle a été fondée en 1978 par un groupe de professeurs universitaires des départements colombiens de Córdoba et de Sucre.
Les étudiants ont dénoncé en 2016 une série d'injustices commises par la faculté de droit à leur encontre.

## Histoire
En 1976 des professeurs universitaires des départements de Córdoba et de Sucre envisagèrent l'intérêt de fonder un établissement universitaire offrant des possibilités de formation professionnelle aux habitants de la région.
En 1978 la CECAR est créée après présentation à l'ICFES (espagnol : Instituto Colombiano para el Fomento de la Educación Superior) de ses statuts et de son plan de développement. Le gouvernement de la Colombie lui a conféré le statut juridique par la résolution no 7786 du 15 juin 1978.
Les premiers travaux universitaires de l'institution ont eu lieu le 9 février 1987 avec les programmes de Technologie en Comptabilité et Budget ainsi qu'en Administration agropastorale. Ces programmes avaient été approuvés par l'ICFES selon les accords 239 et 251 de 1986.
En septembre 1995 l'institution prend la dénomination de « Corporación Universitaria del Caribe » (CECAR).